# Sphaerodactylus ruibali
Sphaerodactylus ruibali är en ödleart som beskrevs av  Grant 1959. Sphaerodactylus ruibali ingår i släktet Sphaerodactylus och familjen geckoödlor. Inga underarter finns listade i Catalogue of Life.